# 张锡圣
张锡圣（1920年—2007年），男，湖南永顺人，中国机械学家，曾任北京航空学院教授、博士生导师。
毕业院校：交通大学。湖南永顺人，1944年毕业于交通大学机械系，1946年留学美国，1947年回国。1952年后，历任北京航空学院副教授、教授、系主任、副教务长